# Selskiny
Selskiny (ang. sealskin) – skóry z młodych niedźwiedzi morskich lub z fok. Używane do wyrobu części ubioru.
Sealskiny to także nazwa futra z tych skór.

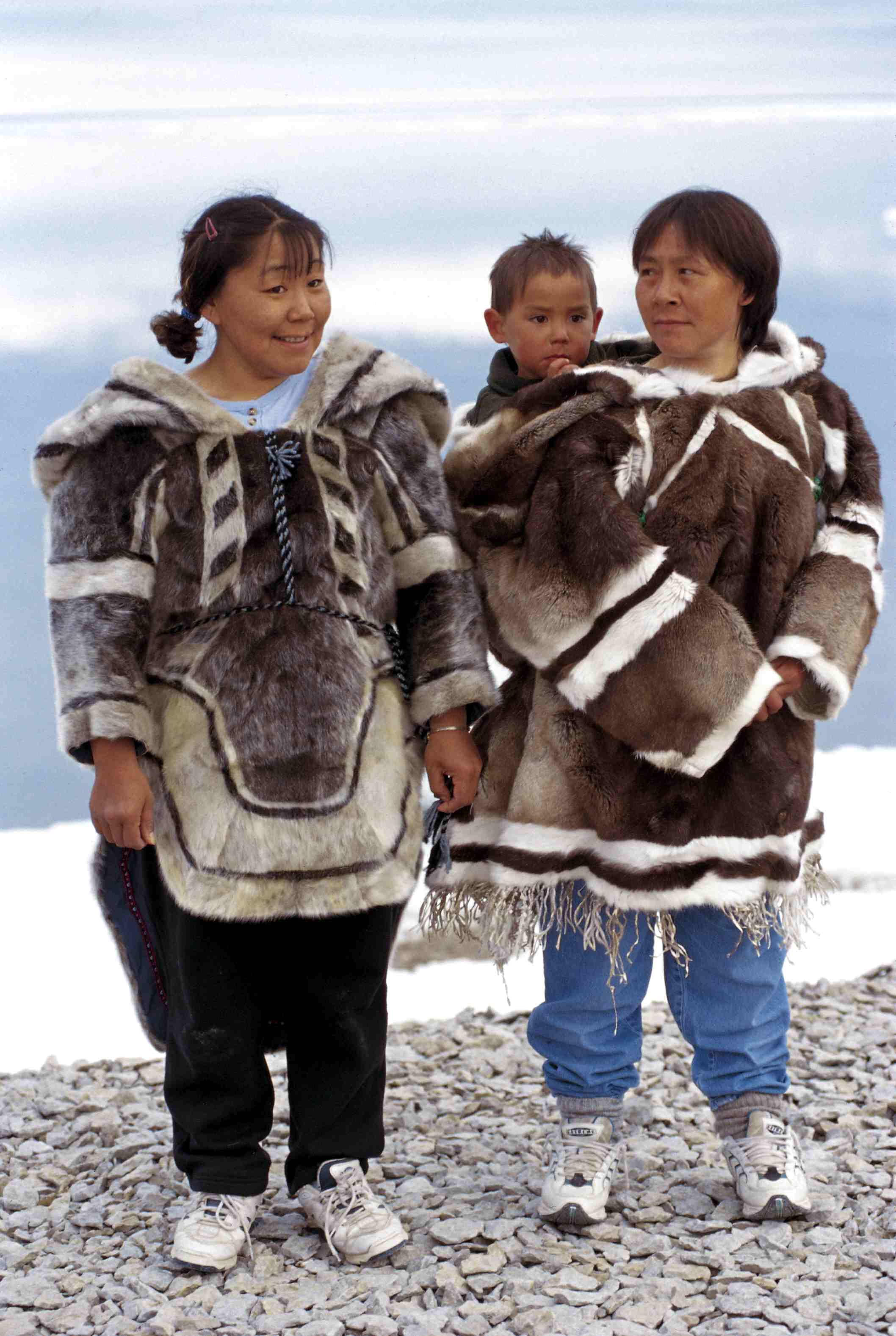
selskinowe stroje Inuitów (1999)
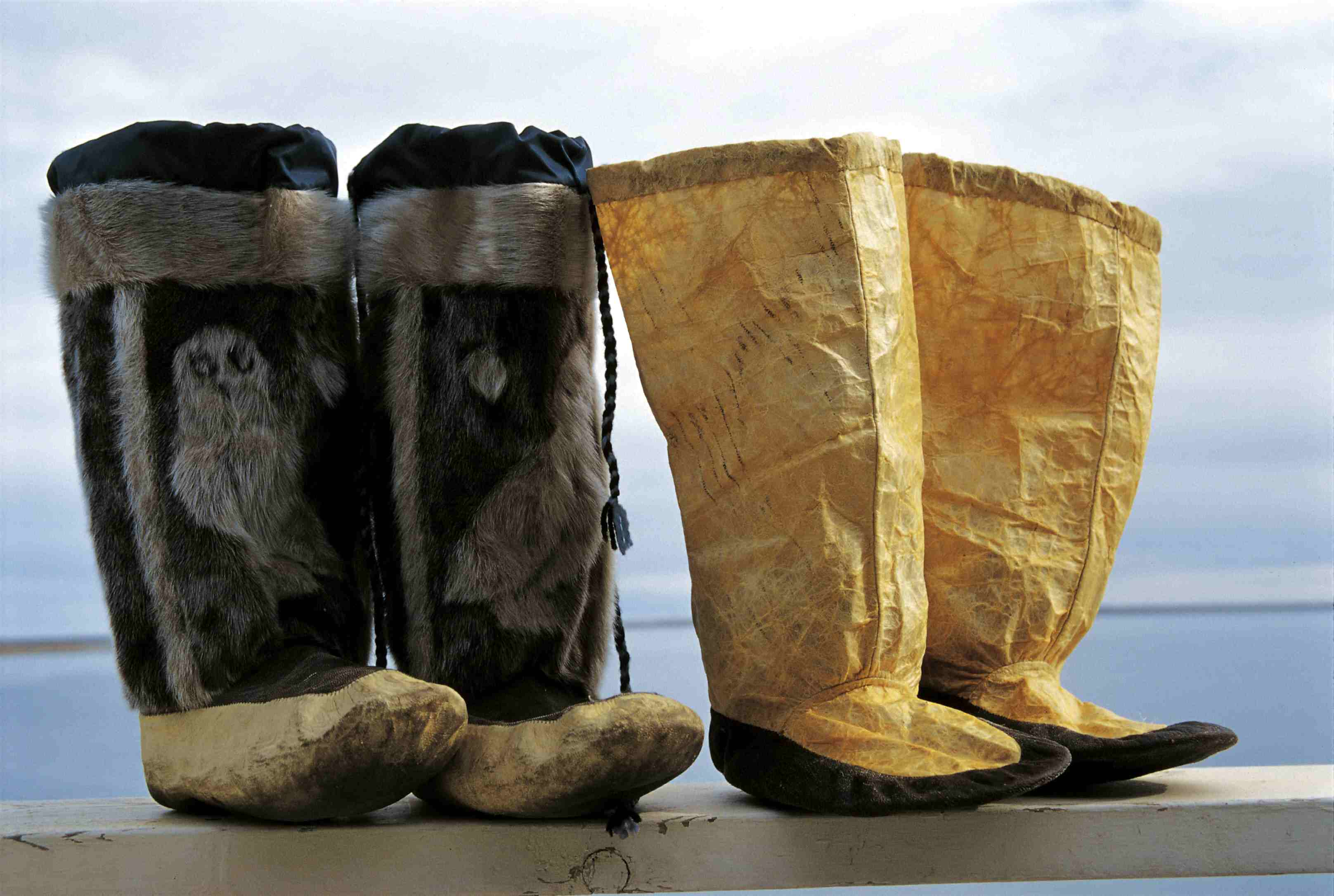
selskinowe obuwie Inuitów
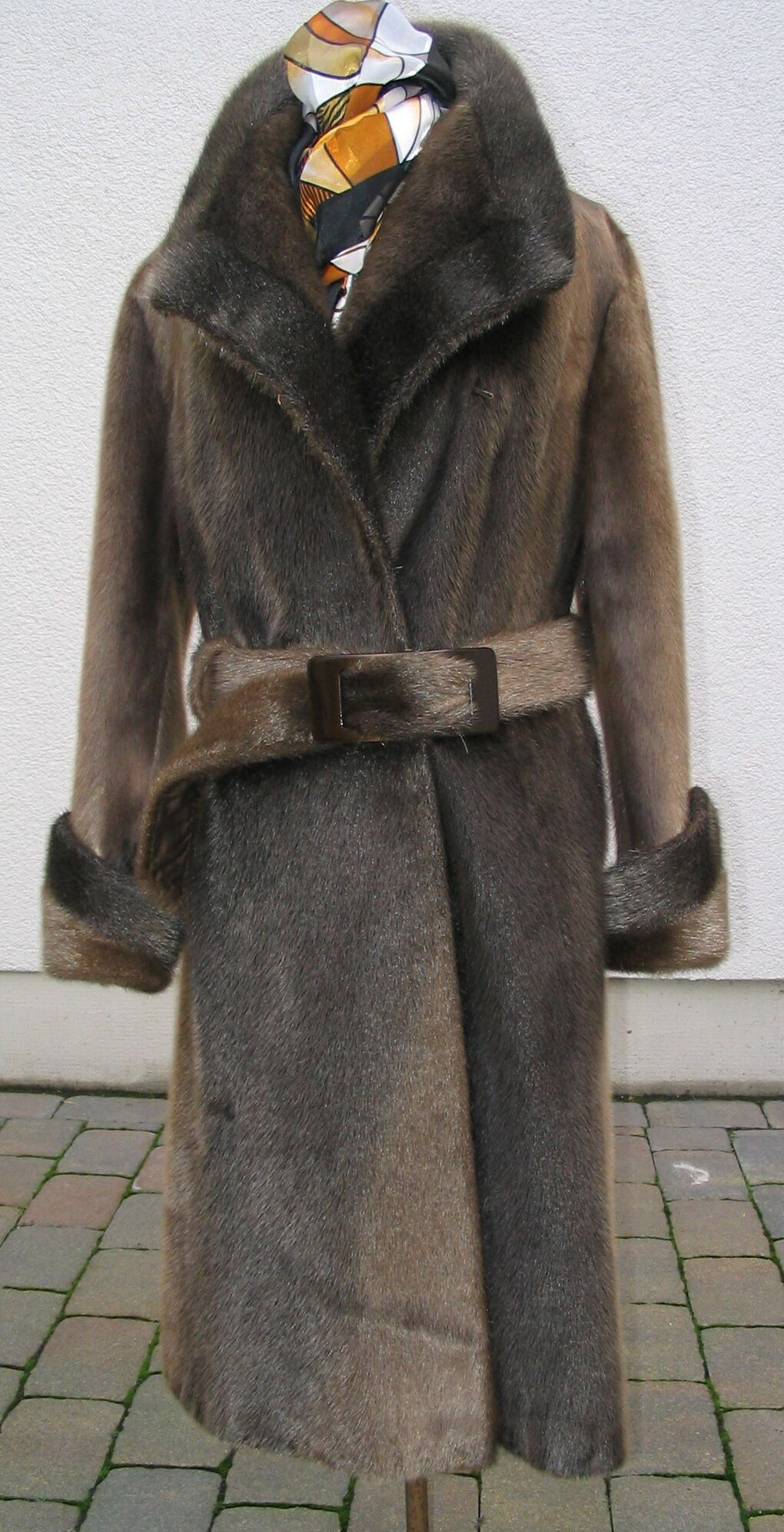
selskiny

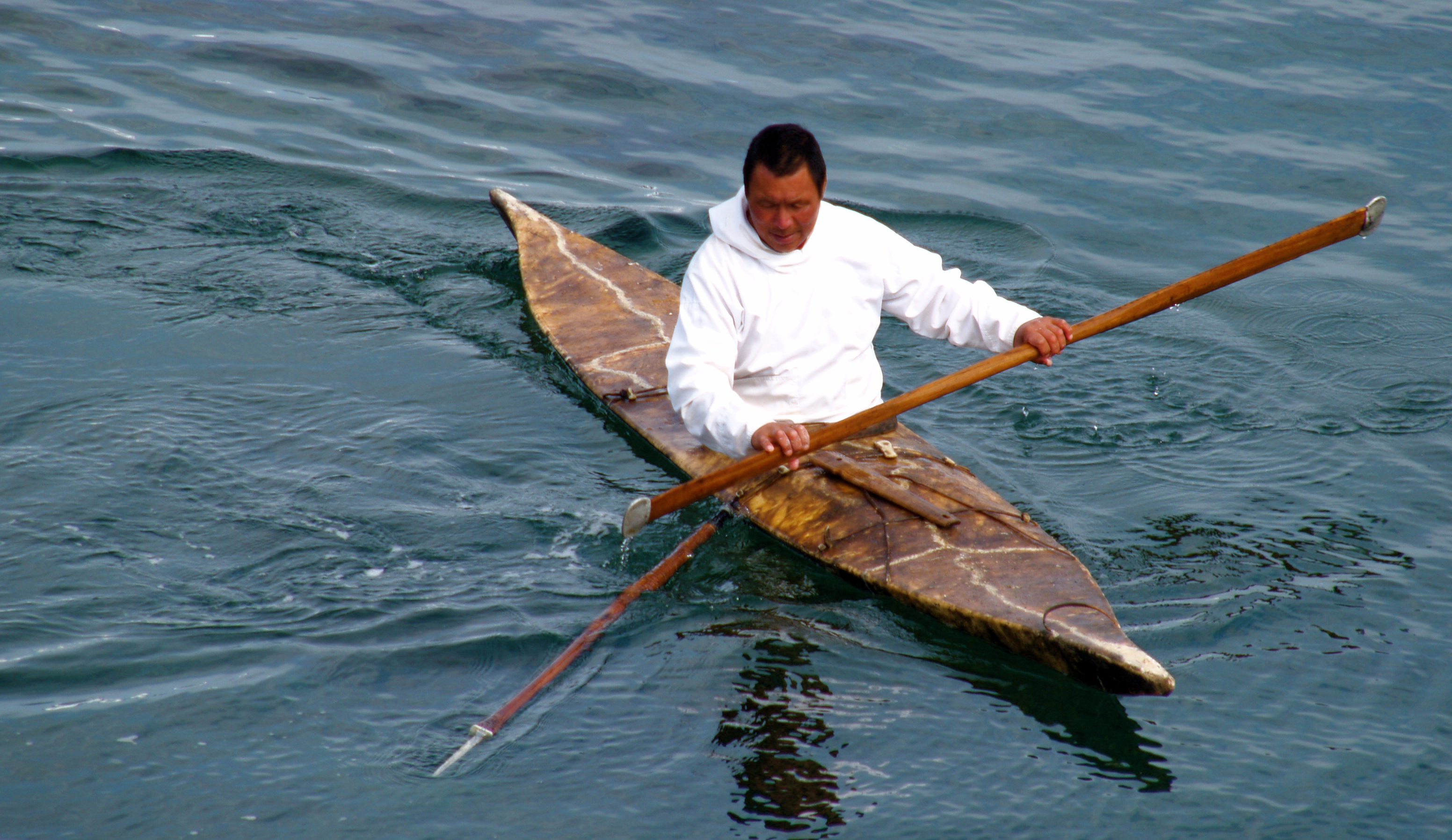
kajak poszyty foczą skórą
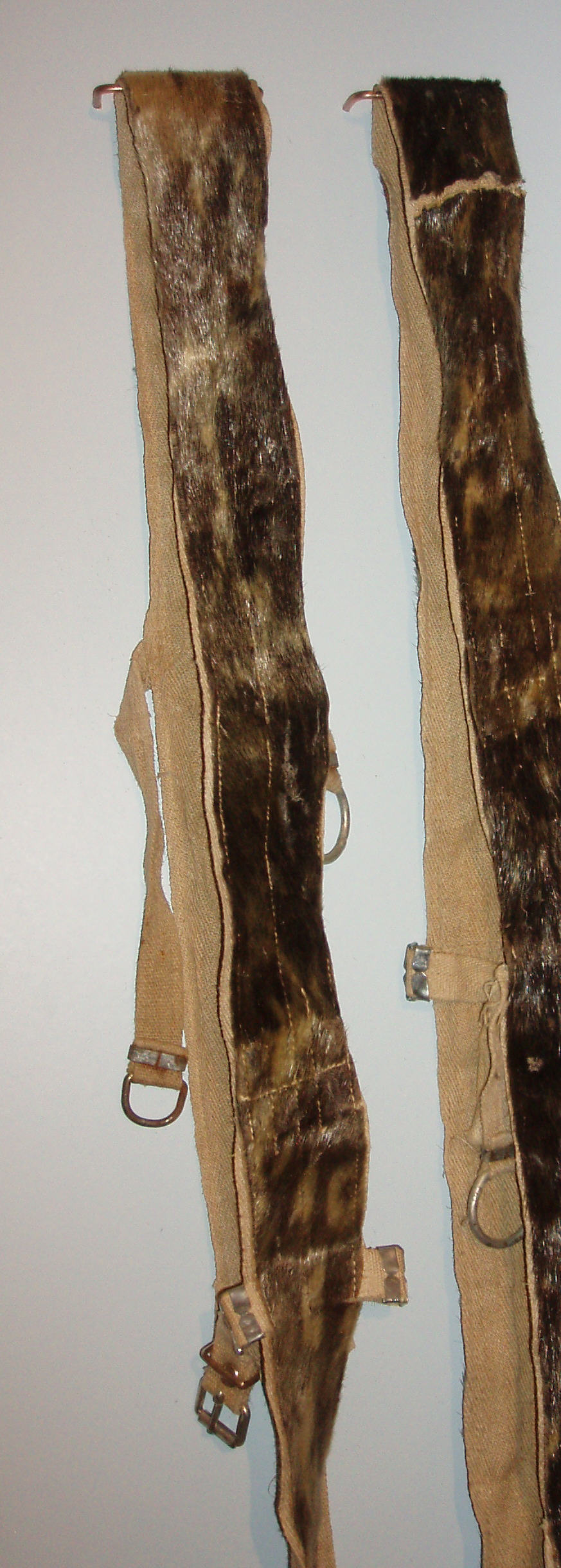
narty myśliwskie